# Quan "Meld" Nong
|  | Sammenskrivningsforslag Artiklen Quan "Meld" Nong er foreslået føjet ind i Slipknots medlemmer. (Siden august 2019) Diskutér forslaget |

Quan "Meld" Nong var den første sanger i Slipknot men kun for det første år (1995). Han er mest kendt for at være en af de originale guitarister i bandet i 1994 hvor gruppen gik under navnet "Meld." Efter sjette gang bandet øvede forlod Quan Nong dem for at gå efter hans egen alternative/punk musikstil.
Han havde ikke nogen maske og var også et eks medlem af Shawn Crahans gamle band Heads on the Wall.